# سالاتشووا لهوتا
سالاتشووا لهوتا (به چکی: Salačova Lhota) یک منطقهٔ مسکونی در جمهوری چک است که در ناحیه پلهریموو واقع شده‌است. سالاتشووا لهوتا ۵٫۹۶ کیلومتر مربع مساحت و ۱۲۹ نفر جمعیت دارد و ۵۷۳ متر بالاتر از سطح دریا واقع شده‌است.